# Parroquia de Paget
Paget es una de las nueve parroquias de Bermudas.
Su nombre recuerda a William Paget , cuarto barón de Beaudesert. (1572–1629).
Está ubicada en el centro septentrional de la isla, al sur del puerto de Hamilton. Limita con la parroquia de Warwick al sudoeste, y con la parroquia de Devonshire al noreste. 